# 381 Myrrha
För andra betydelser, se Myrrha.
381 Myrrha eller 1894 AS är en stor asteroid i huvudbältet, som upptäcktes 10 januari 1894 av den franske astronomen Auguste Charlois. Den har fått sitt namn efter Myrrha en person i den grekiska mytologin.
Asteroiden har en diameter på ungefär 127 kilometer.